# Monstro Labatut
Monstro Labatut é uma entidade mística do folclore do sertão nordestino do Brasil.
Conhecido na região da Chapada do Apodi, na divisa entre o Ceará e o Rio Grande do Norte, o Monstro Labatut tem forma humana, de origem européia com elementos indígenas. Seus pés são redondos, suas mãos são compridas, os cabelos são longos e assanhados e seu corpo é cabeludo, tendo só um olho na testa e seus dentes são como os do elefante, sendo considerado pelos nativos, pior que o lobisomem, a caipora e o cão coxo.
Esta entidade folclórica nasceu pela lembrança que os nativos tinham do General francês Pedro Labatut, quando ali passou, combatendo os revoltosos contrários a unificação do país, na Guerra de Independência do Brasil. O lendário general mercenário não poupava seu adversários, sendo extremamente violento e muito cruel.
O monstro possui a particularidade de comer as crianças por terem a carne mais mole e sai a caça nas ruas e estradas desertas, em noites de vento ou de lua cheia.